# John Bush
John Bush (24 de agosto de 1963 en Los Ángeles, California) es un cantante estadounidense. En la década de 1980 fue el vocalista de la banda de heavy metal Armored Saint. En 1992 se integró a la banda de thrash metal Anthrax, con la que permaneció hasta 2005 reuniéndose brevemente entre el 2009 y el 2010.

## Carrera

### 1982–1992, 1999–presente: Armored Saint

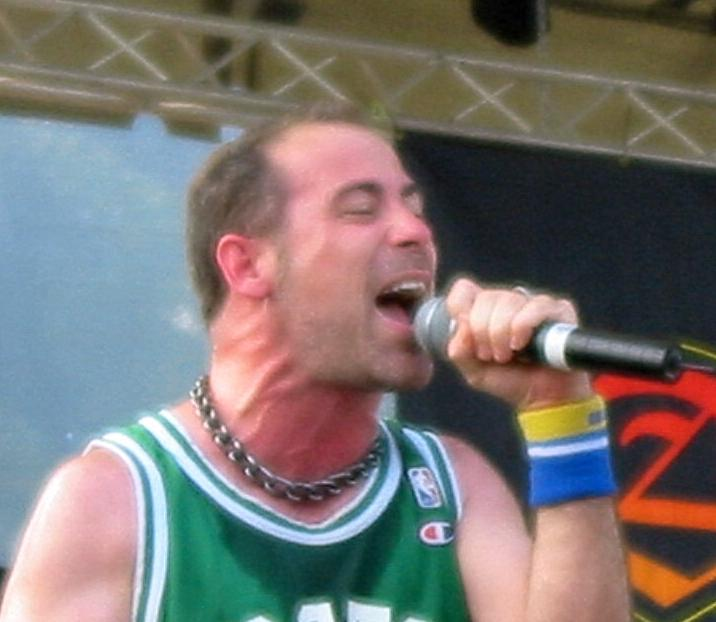
John Bush (2006)

Desde su formación en 1982, Armored Saint ha lanzado seis álbumes de larga duración, un EP, un álbum en vivo, una recopilación de grandes éxitos y dos DVD con John Bush como cantante. En la década de 1980, a Bush le fue ofrecido ser el cantante de Metallica. Incluso después del lanzamiento del álbum Kill 'Em All, el cantante y guitarrista James Hetfield se sentía inseguro sobre sus habilidades en el canto. Hetfield quería concentrarse en tocar la guitarra y pidió a John Bush que se uniera a Metallica. Él rechazó la oferta ya que quería continuar en Armored Saint. Bush afirma que su lealtad a Armored Saint se debe a que es amigo de infancia de los músicos que componen la banda.
En 1990, el guitarrista original Dave Pritchard sucumbió a la leucemia durante la grabación del álbum Symbol of Salvation. Jeff Duncan reemplazó a Pritchard y la banda terminó la grabación del disco para salir de gira después. A pesar de las excelentes críticas por parte de la prensa especializada, la banda decidió que no quería continuar sin Pritchard y se separó de manera amistosa.
En 1999, mientras Bush era cantante de Anthrax, se reunió con el bajista de Armored Saint, Joey Vera. Juntos decidieron traer de vuelta la alineación de Symbol of Salvation para una reunión de Armored Saint. El álbum resultante, Revelation, fue publicado en el año 2000. El año siguiente la banda publicó una colección de demos, canciones en vivo y otras rarezas titulada Nod to the Old School. A partir de ese momento han publicado dos álbumes de estudio, La Raza en 2010 y Win Hands Down en 2015.

### 1992–2005, 2009–2010: Anthrax
Después de la separación de Armored Saint, Bush recibió una llamada de Scott Ian de Anthrax ofreciéndole la oportunidad de reemplazar al cantante Joey Belladonna, que había sido despedido de la banda. Bush aceptó y se unió a la agrupación. Anthrax grabó los álbumes Sound of White Noise, Stomp 442 y Volume 8: The Threat Is Real con Bush como cantante en la década de 1990. Pese a su reunión con Armored Saint en 1999, John siguió siendo miembro de Anthrax. De regreso a la banda, Bush grabó la voz del álbum We've Come for You All en 2003. La exitosa gira promocional del álbum fue registrada en un DVD titulado Music of Mass Destruction. En 2004 Anthrax lanzó al mercado The Greater of Two Evils, un álbum de canciones clásicas de la banda grabadas con la alineación que tenían en ese momento.
En 2005 se empezó a gestar la posibilidad de una reunión con los músicos que grabaron el álbum Among the Living. Anthrax afirmó que Bush no sería despedido, pero con el regreso de Joey Belladonna y la posibilidad de grabar un nuevo álbum, no era claro si Bush volvería a grabar con la banda. Sin embargo, Belladonna abandonó la formación en 2007 y la banda decidió contratar a un nuevo cantante, Dan Nelson. En junio de 2007, John Bush afirmó durante una entrevista que no guardaba ningún rencor por su salida de Anthrax, revelando que incluso había sido invitado a algunos conciertos de reunión para compartir voz con Belladonna, algo que finalmente rechazó. En agosto de 2009, luego de la salida de Dan Nelson, Bush regresó a la banda para dar un concierto en el Festival Sonisphere en Knebworth, Inglaterra. También realizó algunos conciertos con la banda en Japón y Australia.
El 14 de diciembre de 2009 fue anunciado que las bandas Anthrax, Slayer, Megadeth y Metallica tocarían en Polonia y en la República Checa el año siguiente, entre algunas otras presentaciones en el Festival Sonisphere. Se esperaba que Anthrax continuara con Bush, pero finalmente eligieron de nuevo a Joey Belladonna para estas presentaciones. Desde entonces, Belladonna ha sido el cantante de Anthrax.
En septiembre de 2015, Bush generó controversia al referirse a temas contractuales con Anthrax, explicando: "han tenido un montón de problemas de gestión y de contabilidad que me han afectado personalmente. Dan Spitz también tuvo un problema con la banda [...] él siente que no le han pagado lo suficiente. Y el tipo hizo siete álbumes con Anthrax, y debería recibir el respectivo pago por esos álbumes que grabó con la banda. [...] Solo quiero que se me pague por los álbumes que grabé. Pero cuando no recibes esas regalías, realmente te enfadas, no es agradable." Sin embargo reveló que la banda había contratado a una nueva empresa contable que parecía estar corrigiendo esos errores. Bush se vio forzado a comentar en la página oficial de Facebook de Armored Saint sobre esta situación, declarando lo siguiente: "Hubiera preferido que este tema hubiera quedado entre los músicos de Anthrax y yo." También aclaró que había recibido regalías de parte de Anthrax, aunque de manera inconsistente.

### 2005–2011: Proyectos paralelos
Bush ha aportado su voz en comerciales para la cadena de comida rápida Burger King.
En abril de 2011, la banda de rock alemana Long Distance Calling lanzó su álbum debut, en el cual John Bush es el vocalista en la canción "Middleville". "Middleville" es la única canción del álbum en la que se incluyen voces.
En diciembre de 2011, se unió a Metallica en el escenario para cantar "The Four Horsemen", canción del álbum Kill 'Em All.

## Discografía

### Con Armored Saint
- March of the Saint (1984)
- Delirious Nomad (1985)
- Raising Fear (1987)
- Symbol of Salvation (1991)
- Revelation (2000)
- Nod to the Old School (2001)
- La Raza (2010)
- Win Hands Down (2015)
- Punching The Sky (2020)

### Con Anthrax
- Sound of White Noise (1993)
- Stomp 442 (1995)
- Volume 8: The Threat Is Real (1998)
- We've Come for You All (2003)
- The Greater of Two Evils (2004)